# Plan de Campagne
Plan de Campagne est une zone commerciale créée en 1966 sur le territoire des communes des Pennes-Mirabeau et de Cabriès par Émile Barneoud. Avec une surface de 350 000 m2 et environ 500 enseignes (en 2024), elle est la zone commerciale la plus visitée de France avec 49 millions de visiteurs, en 2023.

## Accès
Située à la sortie nord de Marseille et à 20 km d'Aix-en-Provence, elle est accessible par la sortie 31 « Les Pennes Mirabeau » sur l'autoroute A7 et par la sortie 1 « Plan de Campagne » sur l'autoroute A51 et desservie par les lignes de bus de la métropole d'Aix-Marseille-Provence.

## Magasins

### Enseignes

#### Commerces
En 2024, la zone commerciale dispose de 518 commerces occupés dont :
- un hypermarché Intermarché (le plus grand de France en termes de superficie (14 101 m2)[3]
- un hypermarché Leclerc
- un supermarché Lidl
- un supermarché Aldi
- 1 parapharmacie

#### Restaurants
- deux McDonald's
- deux Burger King
- un Quick
- un KFC

### Autres enseignes
Plan de Campagne compte de nombreux magasins (pour l'équipement de la personne : prêt à porter pour hommes, femmes, enfants et bébés, magasins de sport comme JD Sports, magasins de cosmétiques comme Sephora, Nocibé, Yves Rocher, moyennes surfaces culturelles comme Cultura, ou encore magasins de jouets comme JouéClub ou King Jouet magasin d'articles de fête Fiesta Compagnie. La zone commerciale est aussi l'une des mieux dotées de France en matière d'équipement de la maison : magasins d'électroménager ou d'électronique comme Boulanger, Darty, But, Electro Dépôt ou même LDLC, magasins de mobilier comme Conforama ou But.
Également, un multiplexe cinématographique Pathé et un simulateur de chute libre y sont implantés ainsi, que des magasins de bricolage et d'outillage comme Leroy Merlin, Castorama et des jardinerie comme Truffaut et Monjungle ou des moyennes surfaces comme La Foir'Fouille, Gifi, Centrakor ou Maxi Bazar.
Grâce à son centre commercial fermé Avant Cap, crée en 1990, rénové une première fois en 2013, puis une deuxième fois en 2023, ayant 107 boutiques dont de nombreux magasins de jouets, comme JouéClub ou la Grande Recré, de cosmétiques comme Sephora, Nocibé, Marionnaud, Yves Rocher ou Adopt', de lingeries et vétements comme Etam, Calzedonia, Celio, Cache Cache ou Bershka, de jeux vidéos comme Micromania-Zing, de restauration (rapide ou basique) comme Bagelstein ou Columbus, de télécommunication et téléphonie comme Orange, Free ou SFR, de lunetterie comme Alain Affelou, ou Grand Optical, et de vêtements sportwear comme JD Sports ou Foot Locker, ou même, un concept hybride issu du jeu télévisé Fort Boyard et escape game directement implanté dans le bâtiment  : il se nomme Prison Island.

## Projet du pôle d'échanges multimodal
Une gare ferroviaire, attendue depuis plus de trente ans, verra enfin le jour en 2027. Elle sera reliée à la gare Saint-Charles de Marseille et la gare d'Aix-en-Provence Centre, grâce à une halte ferroviaire. Une gare routière sera également mise en service à cette occasion.
Ce nouveau pôle d’échanges multimodal comprendra :
- Une gare routière avec 9 quais,
- Deux parkings en surface situés de part et d’autre des voies ferrées (100 et 300 places),
- 20 places réservées aux véhicules électriques,
- 8 places pour les personnes à mobilité réduite,
- Un local sécurisé pour vélos et deux-roues motorisés.

## Faits marquants
- Le 14 octobre 2012, une tornade s'abat sur la zone.
- Le 26 octobre 2012, de violentes inondations font quelques dégâts matériels minimes.
- Le 15 septembre 2014, une nouvelle tornade s'abat sur les lieux[11].
- Le 18 novembre 2014 à 18 h, Plan de Campagne ouvre la 500e boutique, le restaurant de La Pataterie.
- Le 1er janvier 2016, un incendie se produit dans une station de lavage auto[12].
- Le 24 juillet 2017, les producteurs locaux du marché "Terre de Provence" battent un nouveau record de fréquentation. Cette vente a attiré 115 500 visiteurs. Le record précèdent était de 105 000 visiteurs en 2016[13].
- Le 3 décembre 2022, un incendie s'est déclaré dans un restaurant désaffecté de 300m2[14].
- Le mardi 9 janvier 2024, le service départemental d'incendie et de secours est intervenu pour un feu au sein du restaurant « Taj Mahal » sur la commune des Pennes-Mirabeau.
- Entre le 28 et le 29 août 2024, dans la nuit, un incendie s'est déclaré dans un magasin Salons Center[15].